# 瓦京
50°38′49″N 24°52′32″E / 50.64694°N 24.87556°E
瓦京（烏克蘭語：Ватин），是烏克蘭的村落，位於該國西部沃倫州，由盧茨克區負責管轄，始建於1545年，面積7.5平方公里，海拔高度209米，2001年人口325，人口密度每平方公里43.33人。